# Maria Lluïsa de Borbó-Parma (princesa de Saxònia)
Maria Lluïsa Carlota de Borbó-Parma (en mar, prop de Barcelona, 2 d'octubre del 1802 – Roma, 18 de març del 1857) filla de Maria Lluïsa de Borbó i Lluís I d'Etrúria.
El 1825 es convertí a Lucca en la segona muller del Príncep Maximilià de Saxònia, vidu de la seva tia Carolina de Borbó-Parma. No tingueren fills, per la qual cosa, Maria Lluïsa s'ocupà dels de Maximilià i Carolina, entre els quals els futurs reis Frederic August II de Saxònia i Joan I de Saxònia.
Quedà vídua el 1838 i el mateix any es casà amb el comte Ferdinando Rossi. Novament vídua el 1854, es tornà a casar el 1855 amb el comte Giovanni Vimercati (1788-1861), amb el qual passà a Roma els últims anys de la seva vida.